# Gibbaeum
Gibbaeum es un  género de plantas suculentas perteneciente a la familia Aizoaceae endémico de Sudáfrica. Tiene 21 especies.
Es una pequeña planta con forma de piedras que son dos hojas carnosas desiguales apretadas conjuntamente.

## Taxonomía
El género fue descrito por Adrian Hardy Haworth y publicado en The Gardeners' Chronicle & Agricultural Gazette III, 79: 215. 1926.
Etimología
Gibbaeum: nombre genérico que deriva del latín gibba que significa "tuberculada".

## Especies
- Gibbaeum album N.E.Br.
- Gibbaeum angulipes (L.Bolus) N.E.Br.
- Gibbaeum cryptopodium (Kensit) L.Bolus
- Gibbaeum dispar N.E.Br.
- Gibbaeum esterhuyseniae L.Bolus
- Gibbaeum geminum (Haw.) N.E.Br.
- Gibbaeum haagei Schwantes
  - Gibbaeum haagei var. haagei
  - Gibbaeum haagei var. parviflorum L.Bolus
- Gibbaeum heathii (N.E.Br.) L.Bolus
- Gibbaeum johnstonii Van Jaarsv. & S.A.Hammer
- Gibbaeum nebrownii Tischer
- Gibbaeum nuciforme
- Gibbaeum pachypodium (Kensit) L.Bolus
- Gibbaeum petrense (N.E.Br.) Tischer
- Gibbaeum pilosulum (N.E.Br.) N.E.Br.
- Gibbaeum pubescens (Haw.) N.E.Br.
  - Gibbaeum pubescens subsp. pubescens
  - Gibbaeum pubescens subsp. shandii (N.E.Br.) Glen
- Gibbaeum velutinum (L.Bolus) Schwantes